# Dysdera zarudnyi
Dysdera zarudnyi är en spindelart som beskrevs av Dmitry Evstratievich Kharitonov 1956. Dysdera zarudnyi ingår i släktet Dysdera och familjen ringögonspindlar. Inga underarter finns listade i Catalogue of Life.